# Melipona
Melipona ist eine der in Mittel- und Südamerika vorkommenden Gattungen des Tribus der Stachellosen Bienen (Meliponini).

## Beschreibung
Arbeiterinnen von Melipona sind gedrungene, robuste Bienen von 8 bis 15 Millimeter Körperlänge mit ovalem Hinterleib. Die Arten sind für Meliponini relativ groß, M. fuliginosa ist die größte Art der Tribus. Die Flügel sind relativ kurz, in Ruhelage überragen sie kaum oder gar nicht die Spitze des freien Hinterleibs. Die Gattung ist von verwandten Gattungen an der Zahl der Hamuli (der hakenförmigen Borsten am Flügelrand, die Vorder- und Hinterflügel im Flug miteinander koppeln) zu unterscheiden: Den 9 bis 14 von Melipona stehen bei den anderen Gattungen nur 5 bis 7 (sehr selten bis 9) entgegen. Das Pterostigma oder Flügelmal ist bei der Gattung schmal, sein Innenrand ist gerade begrenzt, nicht gebogen. Die Arbeiterinnen besitzen wie alle Meliponini keinen funktionstüchtigen Giftstachel, aber ein relativ großes Rudiment davon, das noch eine deutliche Spitze aufweist. Die Stachelscheide steht nach hinten etwas vor, ihr Außenrand ist eckig begrenzt.

## Habitate
Die meisten Arten der Gattung bewohnen tropische Regenwälder. Seltener sind sie in anderen, teilweise baumbestandenen Lebensräumen wie Baumsavannen oder Trockenwäldern (Caatinga).   

## Nester
Melipona-Arten nisten fast ausschließlich in Baumhöhlen. Zumindest eine Art, Melipona quadrifasciata, nutzt abweichend davon Erdhöhlen. Viele Arten bauen neben selbst abgeschiedenem Wachs auch gesammeltes Harz, außerdem Lehm oder Erde in die Wände mit ein, einige zusätzlich Kiesel und kleine Steinchen. Viele Arten bauen mit diesem Material Verteidigungswälle von bis zu 10 Zentimeter Dicke, mit denen sie große Höhlungen nach außen bis auf den Nesteingang vermauern. Zusätzlich ist das Nest in alle Richtungen durch eine oder mehrere Nesthüllen eingefasst. Bei vielen Arten wird eine Landeplattform am Nesteingang gebaut, die oft durch radial verlaufende Wachslamellen verstärkt ist. Im Inneren ist der Eingang oft in eine lange, leichter zu verteidigende Röhre ausgezogen. Einige Arten, wie Melipona panamica, formen Kugeln aus gesammeltem Harz, mit denen sie bei Annäherung von Feinden den Nesteingang verbarrikadieren. Viele Arten bilden Verteidigungsschwärme, die tatsächliche oder mögliche Nesträuber kollektiv heftig attackieren. Neben den horizontal ausgerichteten Brutwaben bauen die meisten Arten größere, oft unregelmäßig angeordnete Nahrungsbehälter, die nicht immer in Wabenform angeordnet sein müssen. Verlassene Nester werden wieder verwendet, gelegentlich durch andere Arten als den Erbauer.
Die Gattung ist dadurch bemerkenswert, dass sie, anders als fast alle anderen sozialen Bienen, keine größeren Brutzellen für Königinnenbrut anlegt, diese sind nicht größer als die Zellen der Arbeiterinnen.

## Rekrutierungsverhalten
Zumindest einige Melipona-Arten vermögen, wie Honigbienen, Arbeiterinnen zu ergiebigen Nahrungsquellen zu rekrutieren. Das ausgefeilte Verhalten der Honigbienen mit deren Schwänzeltanz ist aber nie ausgeprägt. Einige Arten animieren Nestgenossen wohl nur durch gesteigerte Aktivität, unterstützt durch Schall- oder Vibrationssignale, zum Ausfliegen, ohne dass Hinweise auf die Lage der Nahrungsfläche offensichtlich wären, durch Fütterung (Trophallaxis) wird aber die Art der Pollen- oder Nektarquelle übermittelt. Es wurden bei einigen besser untersuchten Arten auch Individuen beobachtet, die durch Rammstöße, Zickzacklauf oder Drehbewegungen andere Arbeiterinnen in Richtung der Quelle orientieren. Viele Arten können darüber hinaus so auch die Entfernung und die Höhe der Quelle (in der Kronenschicht, im Unterwuchs, in Bodennähe) angeben. Einige Arten legen durch Abgabe von Drüsensekreten möglicherweise regelrechte Duftstraßen an.

## Verbreitung
Die Gattung ist im Norden bis Mexiko, Bundesstaaten Sinaloa und Tamaulipas, verbreitet. Einige Arten leben auf den kleinen Antillen. Im Süden erreicht sie den Norden von Argentinien, Provinz Tucumán und Misiones.

## Taxonomie
Mit etwa 70 Arten gehört Melipona zu den größten Gattungen der Meliponini. Die Monophylie der Gattung ist nach morphologischen Merkmalen selten bezweifelt worden, sie ist auch durch genetische Methoden nachgewiesen. Sie gehört danach in eine Klade mit weiteren, ebenfalls in der Neotropis verbreiteten Gattungen. Die Gattung wird konventionell in vier Untergattungen, plus einige Arten unsicherer Zugehörigkeit (incertae sedis) gegliedert, die Untergattungen werden von den meisten Taxonomen in der weit gefassten Gattung belassen.
- Melipona s. str.
- Eomelipona
- Melikerria
- Michmelia

Bei einer genetischen Untersuchung erwiesen sich drei der Untergattungen als natürliche, monophyletische Einheiten, die Untergattung Eomelipona wäre aber demnach eine künstlich zusammengefügte Einheit. Darüber hinaus bildeten alle konventionell als incertae sedis eingestuften Arten mit einer Ausnahme (M. fuliginosa) ebenfalls eine natürliche Gruppe. Nach den Methoden der molekularen Uhr ergäbe sich je nach Berechnungsmethode ein Alter der Gattung von 14 bis 17 oder von 25 Millionen Jahren.
Bis in die 1970er Jahre teilten sehr viele Taxonomen die stachellosen Bienen im Wesentlichen nur in zwei große Gattungen, Trigona und Melipona, auf. Die Gattung war also lange Zeit weiter abgegrenzt und umfasste viele Arten, die nun in anderen Gattungen eingeordnet werden. Obwohl einige Taxonomen auch aus der Alten Welt Arten in dieser Gattung beschrieben haben, waren die meisten seit langer Zeit der Auffassung, dass es sich um eine exklusiv neotropische Gruppe handelt.

## Beziehung zum Menschen
Einige der Arten wie Melipona quadrifasciata werden in kleinen Kommunen in Südamerika in Nachhaltigkeitsprojekten, zum Beispiel im bolivianischen Nationalpark Amboró für die Imkerei verwendet, um kleinen Familien und Bauern neben der Landwirtschaft einen Nebenverdienst mit dem Verkauf vom Honig zu ermöglichen und dabei etwas für den Arten- bzw. Naturschutz beizutragen.